# Uvaria borneensis
Uvaria borneensis este o specie de plante angiosperme din genul Uvaria, familia Annonaceae. A fost descrisă pentru prima dată de Elmer Drew Merrill, și a primit numele actual de la Utteridge. Conform Catalogue of Life specia Uvaria borneensis nu are subspecii cunoscute.